# Руанда на летних Олимпийских играх 2000
Руанда принимала участие в Летних Олимпийских играх 2000 года в Сиднее (Австралия) в пятый раз за свою историю, но не завоевала ни одной медали.

## Состав олимпийской сборной Руанды

### Плавание
Спортсменов — 1
В следующий раунд на каждой дистанции проходили лучшие спортсмены по времени, независимо от места занятого в своём заплыве.
Женщины
| Спортсменка     | Соревнование | Предварительные заплывы | Предварительные заплывы | Полуфиналы | Полуфиналы | Финал     | Финал     |
| Спортсменка     | Соревнование | Результат               | Место                   | Результат  | Место      | Результат | Место     |
| --------------- | ------------ | ----------------------- | ----------------------- | ---------- | ---------- | --------- | --------- |
| Памела Рукабира | 100 м брасс  | DSQ                     | DSQ                     | Не прошла  | Не прошла  | Не прошла | Не прошла |